# Exocentrus santali
Exocentrus santali là một loài bọ cánh cứng trong họ Cerambycidae.